# گمینا وره
گمینا وره (به لهستانی:  Gmina Wyry) یک گمینا در لهستان است که در شهرستان میکوووف واقع شده‌است. گمینا وره ۳۴٫۴۵ کیلومتر مربع مساحت و ۶٬۳۲۸ نفر جمعیت دارد.